# (55676) Клитий
(55676) Клитий (лат. Klythios, др.-греч. Κλυτίος) — троянский астероид Юпитера, двигающийся в точке Лагранжа L5, в 60° позади планеты. Астероид был открыт 26 марта 1971 года голландскими астрономами К. Й. ван Хаутеном, И. ван Хаутен-Груневельд и Томом Герельсом в Паломарской обсерватории и назван в честь одного из старшин Трои.

Орбита астероида Клитий и его положение в Солнечной системе